# Грін-Веллі (округ Шавано, Вісконсин)
Грін-Веллі (англ. Green Valley) — місто (англ. town) в США, в окрузі Шавано штату Вісконсин. Населення — 1026 осіб (2020).

## Демографія
Згідно з переписом 2010 року, у місті мешкало 1089 осіб у 405 домогосподарствах у складі 290 родин. Було 462 помешкання
Расовий склад населення:
| - 96,3 % — білих - 1,0 % — корінних американців - 0,1 % — вихідців з тихоокеанських островів - 0,1 % — чорних або афроамериканців - 1,4 % — осіб інших рас |

До двох чи більше рас належало 1,1 %. Частка іспаномовних становила 2,8 % від усіх жителів.
За віковим діапазоном населення розподілялося таким чином: 25,4 % — особи молодші 18 років, 61,8 % — особи у віці 18—64 років, 12,8 % — особи у віці 65 років та старші. Медіана віку мешканця становила 37,8 року. На 100 осіб жіночої статі у місті припадало 103,6 чоловіків;  на 100 жінок у віці від 18 років та старших — 107,1 чоловіків також старших 18 років.
Середній дохід на одне домашнє господарство  становив 71 272 долари США (медіана — 56 875), а середній дохід на одну сім'ю — 74 328 доларів (медіана — 64 688). Медіана доходів становила 50 948 доларів для чоловіків та 31 371 долар для жінок. За межею бідності перебувало 5,4 % осіб, у тому числі 6,8 % дітей у віці до 18 років та 6,9 % осіб у віці 65 років та старших.
Цивільне працевлаштоване населення становило 531 особа. Основні галузі зайнятості: виробництво — 22,6 %, освіта, охорона здоров'я та соціальна допомога — 21,5 %, будівництво — 12,4 %, роздрібна торгівля — 8,1 %.